# 小国町立万成小学校

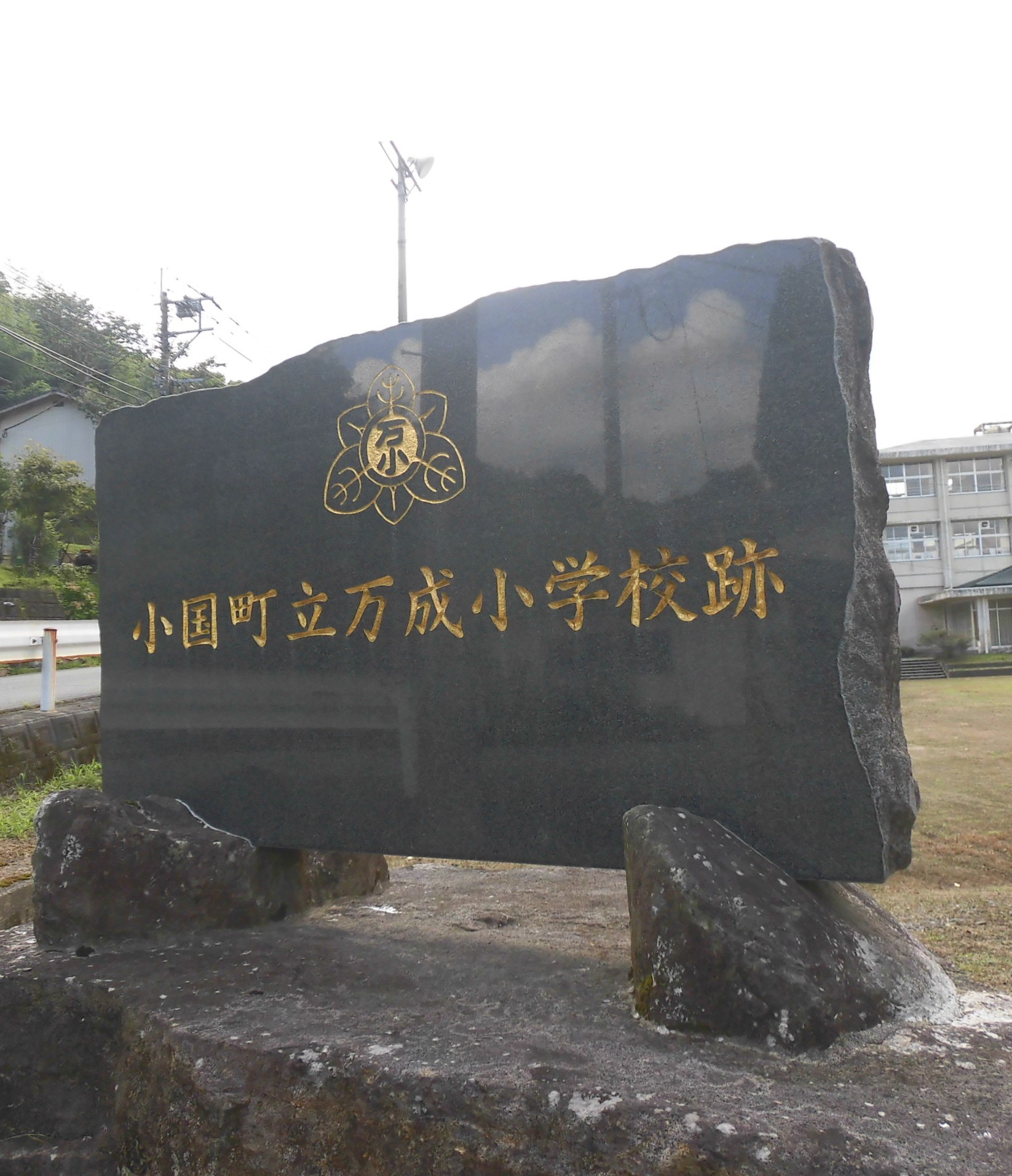
閉校記念碑

小国町立万成小学校（おぐにちょうりつ まんせいしょうがっこう）は、かつて熊本県阿蘇郡小国町上田（かみだ）にあった公立の小学校。
2009年（平成21年）3月末をもって閉校し、小国町立小国小学校に統合された。

## 概要
歴史
1874年（明治7年）創立。2009年（平成21年）に小国町内の小学校6校の統合により閉校し、135年の歴史に幕を下ろした。
校章
柏の葉を背景にして、中央に校名の略称「万小」の文字（縦書き）を配している。
校歌
作詞は岩下志津夫、作曲は二田和之による。歌詞は3番まであり、各番の歌詞中に校名の「万成校」が登場する。

## 沿革
- 1874年（明治7年）
  - 7月 - 「私立万成寺学舎」として創立[1]。
  - 10月 - 学制により、「万成小学校」に改称。
- 1881年（明治14年）8月 - 引草場に校舎を新築。
- 1886年（明治19年）- 小学校令施行により、簡易科（3年制）を設置の上、「簡易万成小学校」に改称。
- 1889年（明治22年）4月1日 - 町村制施行により、阿蘇郡6村（黒淵・宮原・上田・下城・西里・北里）が合併の上、「北小国村」が発足。
- 1890年（明治23年）1月 - 尋常科（4年制）を設置の上、「尋常万成小学校」に改称。
- 1892年（明治25年）- 「万成尋常小学校」に改称。
- 1908年（明治41年）4月 - 改正小学校令により、尋常科（義務教育年限）が4年制から6年制に改められる。尋常科5年を新設。
- 1909年（明治42年）4月 - 尋常科6年を新設。
- 1910年（明治43年）5月 - 最終所在地に校舎を新築の上、移転。
- 1926年（大正15年）3月 - 統合により、「宮原尋常小学校 万成部」（分教場）となる。尋常科5年以上が宮原尋常小学校本校に通学することとなる。
- 実施年月日不詳 - 「宮原尋常高等小学校 万成部」に改称。
- 1941年（昭和16年）4月1日 - 国民学校令施行により、「小国町宮原国民学校 万成部」と改称。尋常科を初等科に改める。
- 1947年（昭和22年）4月1日 - 学制改革（六・三制の実施）により、新制小学校「小国町立宮原小学校 万成分校」と改称。
- 1948年（昭和23年）4月1日 - 「小国町立万成小学校」（最終名）として独立。
- 1974年（昭和49年）- 創立100周年記念式典を挙行。
- 1985年（昭和60年）3月 - 鉄筋コンクリート造新校舎が完成。
- 2009年（平成21年）
  - 3月21日 - 閉校式を挙行。
  - 3月31日 - 小国町立小学校6校（宮原・蓬莱・万成・下城・北里・西里）の統合により閉校[1]。

## 交通アクセス
最寄りのバス停留所
- 九州産交バス 「深松」停留所（かなり離れている）

最寄りの幹線道路
- 国道387号
- 国道442号

## 周辺
学校の周辺には田園地帯が広がる。
- 第二分団三部消防ポンプ格納庫
- 皇大神宮
- 蔵園川
- 小園川